# (2153) Akiyama
(2153) Akiyama es un asteroide que forma parte del cinturón de asteroides y fue descubierto por el equipo del Observatorio del Harvard College desde la Estación George R. Agassiz, Estados Unidos, el 1 de diciembre de 1978.

## Designación y nombre
Akiyama fue designado inicialmente como 1978 XD.
Más tarde se nombró en honor del astrónomo japonés Kaoru Akiyama (1901-1970).

## Características orbitales
Akiyama orbita a una distancia media de 3,125 ua del Sol, pudiendo acercarse hasta 2,649 ua y alejarse hasta 3,602 ua. Tiene una inclinación orbital de 1,184° y una excentricidad de 0,1526. Emplea 2018 días en completar una órbita alrededor del Sol.